# Every Good Boy Deserves Fudge
Every Good Boy Deserves Fudge è il secondo album dei Mudhoney, realizzato nel 1991.
Il titolo è una frase utilizzata nei paesi anglosassoni per tenere a mente la disposizione delle note sulla chiave di sol (E, G, B, D, F equivalgono rispettivamente a Mi, Sol, Si, Re e Fa).

## Il disco
Dopo aver praticamente inventato il grunge nei lavori precedenti, su questo disco i Mudhoney cominciano ad allargare i loro orizzonti, aggiungendo toni garage rock al loro sound.
Questo è dovuto soprattutto alla produzione di Conrad Uno, ed anche al fatto dell'aggiunta di strumenti, quali l'organo, che fanno parte della strumentazione tipica dei gruppi garage rock. La combinazione di questi nuovi suoni,  senza mai lasciare la pura attitudine rock che li contraddistingue, fanno diventare questo album quello della maturità della band.
Pezzi come Let it Slide, il primo singolo, con il canto di Mark Arm che arriva ad essere quasi un dolce guaito, ed il drumming quasi surf rock di Dan Peters, ne fanno un classico del genere. Sull'altro singolo, Into the Drink, si possono apprezzare le chitarre acustiche ed elettriche che si alternano, e su questo pezzo apprezziamo anche uno dei migliori cori creati dalla band. Thorn è un classico rock piuttosto tirato, già edito precedentemente in differenti versioni come b-side. Troviamo altre tracce di chitarre acustiche sparse qua è là sul disco, per esempio su Move Out, che fanno capire che la varietà di stili nelle canzoni su questo album è più presente che nel precedente Mudhoney.
In Good Enough possiamo sentire echi anni ottanta, anche se l'armonica suonata da Steve Turner suggerisce suoni provenienti da molto tempo prima. La produzione di Conrad Uno, che per la registrazione dell'album ha utilizzato un otto tracce solamente, può indicare su alcune tracce una sorta di mancanza al suono. È il caso di Something so Clear, dove si avverte questa mancanza, che viene compensata grazie alla sovrapposizione delle chitarre, che aggiungono abbastanza potenza al pezzo. Broken Hands è sicuramente il pezzo dove i Mudhoney sono andati un po' "fuori di testa", ma diversamente sempre dai pezzi del precedente lavoro, dato che il pezzo è sicuramente di valore, compreso l'abuso finale degli amplificatori. Possiamo menzionare anche la tirata Shoot the Moon, che rientra nei canoni più classici dello stile Mudhoney, e la strumentale Fuzzgun '91.

## Tracce
1. Generation Genocide – 1:13
2. Let It Slide – 2:35
3. Good Enough – 3:25
4. Something So Clear – 4:14
5. Thorn – 2:10
6. Into the Drink – 2:08
7. Broken Hands – 6:02
8. Who You Drivin' Now? – 2:21
9. Move Out – 3:32
10. Shoot the Moon – 2:27
11. Fuzzgun '91 – 1:52
12. Pokin' Around – 3:30
13. Don't Fade IV – 3:58
14. Check-Out Time – 3:07

## Formazione
- Mark Arm - voce, chitarra
- Matt Lukin - basso
- Dan Peters - batteria
- Steve Turner - chitarra